# San Andrés (Chihuahua)
San Andrés es una localidad en el estado mexicano de Chihuahua. Sirve como la cabecera municipal del municipio circundante de Riva Palacio.
A partir de 2010, la ciudad tenía una población de 662 habitantes, a comparación en 2005 que tenía solamente 667 habitantes.